# Kołowrót (ćwiczenie gimnastyczne)
Kołowrót – pełny ruch obrotowy ciała (360°) z podporu do podporu wokół poprzecznej osi ciała (chwytu dłoni) wykonywany na drążku.